# 武田太一 (サッカー選手)
武田 太一（たけだ たいち、1997年4月22日 - ）は、大阪府交野市出身の元プロサッカー選手。ポジションはフォワード（FW）。

## 来歴
小学校1年生で最初はラグビーを始めたが、小学校2年生に上がるとサッカーに転向し小学生の間は交野FCに所属、中学校卒業まで枚方FCに所属。高校年代はガンバ大阪ユースでプレーしたが、トップチーム昇格はできなかった。進学した早稲田大学ではスポーツ科学部に在籍。3年次にレギュラーに定着すると10得点を記録し、関東大学リーグ1部優勝に貢献した。4年次、前十字靭帯断裂の大怪我を負い、長期離脱した。
2020年より徳島ヴォルティスへ加入した。
2021年、AC長野パルセイロに育成型期限付き移籍。
2022年、JFLに所属するFC大阪に期限付き移籍。
2023年、FC大阪に完全移籍。さらには営業本部付けで広報活動も兼任する。しかし、怪我もあり試合出場も出来ないまま2023年をもって現役を引退した。

## 所属クラブ
- 枚方FC（交野市立第三中学校）
- ガンバ大阪ユース（追手門学院高等学校）
- 早稲田大学
- 2020年 - 2022年  徳島ヴォルティス
  - 2021年  AC長野パルセイロ（期限付き移籍）
  - 2022年  FC大阪（期限付き移籍）
- 2023年  FC大阪

## 個人成績
| 国内大会個人成績 | 国内大会個人成績 | 国内大会個人成績 | 国内大会個人成績 | 国内大会個人成績 | 国内大会個人成績 | 国内大会個人成績 | 国内大会個人成績 | 国内大会個人成績 | 国内大会個人成績 | 国内大会個人成績 | 国内大会個人成績 |
| 年度             | クラブ           | 背番号           | リーグ           | リーグ戦         | リーグ戦         | リーグ杯         | リーグ杯         | オープン杯       | オープン杯       | 期間通算         | 期間通算         |
| 年度             | クラブ           | 背番号           | リーグ           | 出場             | 得点             | 出場             | 得点             | 出場             | 得点             | 出場             | 得点             |
| 日本             | 日本             | 日本             | 日本             | リーグ戦         | リーグ戦         | リーグ杯         | リーグ杯         | 天皇杯           | 天皇杯           | 期間通算         | 期間通算         |
| ---------------- | ---------------- | ---------------- | ---------------- | ---------------- | ---------------- | ---------------- | ---------------- | ---------------- | ---------------- | ---------------- | ---------------- |
| 2020             | 徳島             | 30               | J2               | 0                | 0                | -                | -                | 0                | 0                | 0                | 0                |
| 2021             | 長野             | 19               | J3               | 6                | 0                | -                | -                | 0                | 0                | 6                | 0                |
| 2022             | FC大阪           | 41               | JFL              | 0                | 0                | -                | -                | -                | -                | 0                | 0                |
| 2023             | FC大阪           | 41               | J3               | 0                | 0                | -                | -                | -                | -                | 0                | 0                |
| 通算             | 日本             | 日本             | J2               | 0                | 0                | -                | -                | 0                | 0                | 0                | 0                |
| 通算             | 日本             | 日本             | J3               | 6                | 0                | -                | -                | 0                | 0                | 6                | 0                |
| 通算             | 日本             | 日本             | JFL              | 0                | 0                | -                | -                | -                | -                | 0                | 0                |
| 総通算           | 総通算           | 総通算           | 総通算           | 6                | 0                | -                | -                | 0                | 0                | 6                | 0                |

出場歴
- Jリーグ初出場 - 2021年4月10日 J3第5節 vs藤枝MYFC（藤枝総合運動公園サッカー場）

## タイトル

### クラブ
早稲田大学
- 関東大学サッカーリーグ戦1部：1回（2018年）
- 関東大学サッカーリーグ戦2部：1回（2017年）
- 東京都サッカートーナメント：1回（2016年）

徳島ヴォルティス
- J2リーグ：1回（2020年）

AC長野パルセイロ
- 長野県サッカー選手権大会：1回（2021年）